# Caspar Voght

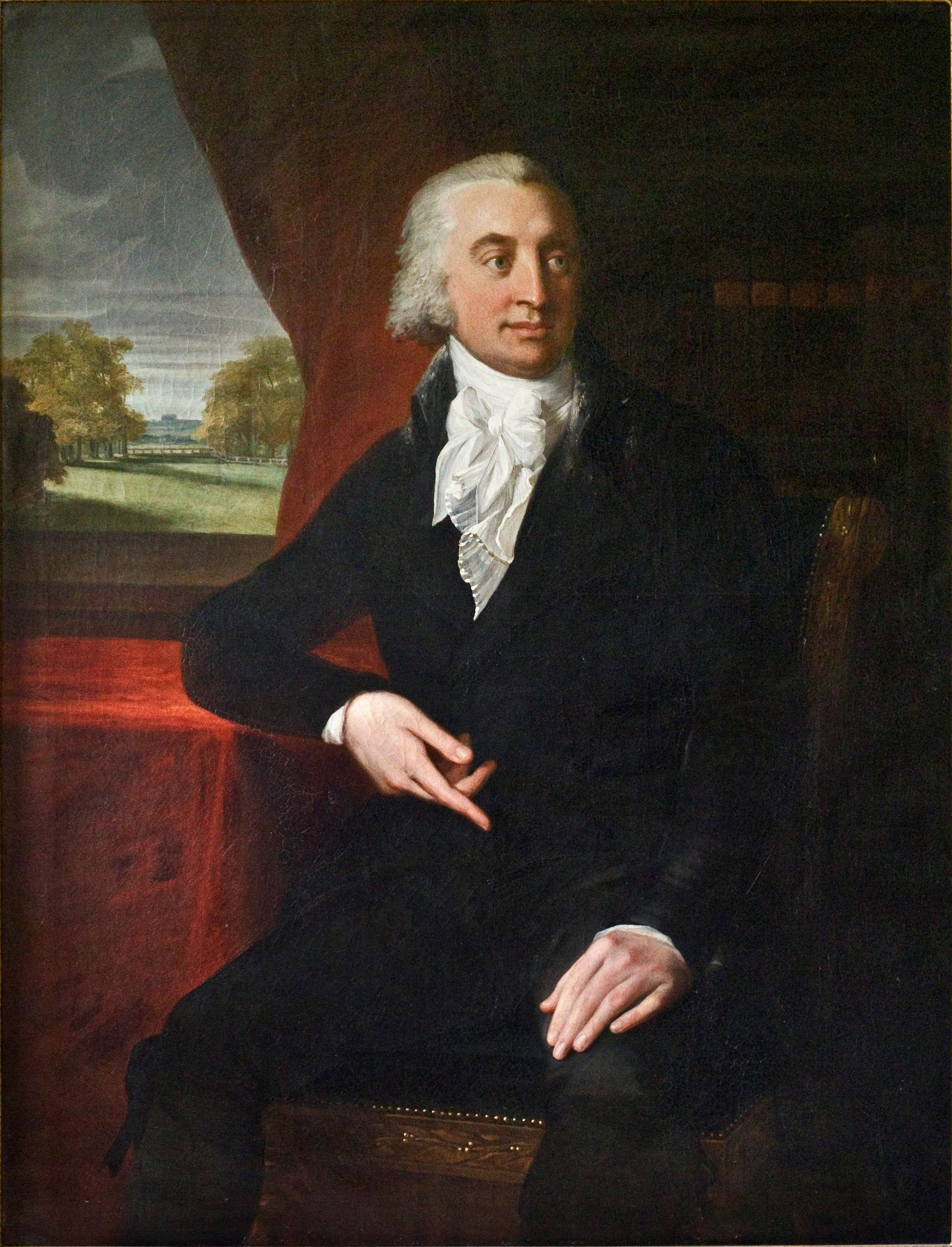
Caspar Voght, Porträtgemälde von Jean-Laurent Mosnier, 1801

Caspar Voght (* 17. November 1752 in Hamburg; † 20. März 1839 ebenda), ab 2. Mai 1802 Caspar Reichsfreiherr von Voght (zeitgenössisch zumeist Baron Caspar von Voght), war ein deutscher Kaufmann, Hanseat und Sozialreformer.
Gemeinsam mit seinem Geschäftspartner und Freund Georg Heinrich Sieveking führte er eines der größten Handelshäuser Hamburgs in der zweiten Hälfte des 18. Jahrhunderts. Auf zahlreichen Reisen durchquerte er ganz Europa. Zu seinen größten Leistungen zählt die Reform des hamburgischen Armen- und Gefängniswesens im Jahre 1788. Ab 1785 widmete er sich verstärkt landwirtschaftlichen und landschaftsgärtnerischen Projekten und baute in Flottbek vor den Toren Hamburgs ein landwirtschaftliches Mustergut auf.

## Leben und Werk

### Herkunft, Jugend und ‚Grand Tour‘ durch Europa
Caspar Voght war das erste von insgesamt drei Kindern des Hamburger Kaufmanns und späteren Senators Caspar Voght (der Ältere, * 1707 in Beverstedt bei Bremen;† 3. Februar 1781 in Hamburg) und der Hamburger Senatorentochter Elisabeth Jencquel (* 26. September 1723). Die Bremer Domprediger Johann Vogt und Wolbrand Vogt waren seine Onkel. Ein weiterer Onkel Henry (Heinrich) Vogt (1696–1758) wirkte als Kaufmann in London. Sein Vater war um 1721 als Lehrling in das Handelshaus Jürgen Jencquels eingetreten und hatte das auf den hamburgischen Portugalhandel spezialisierte Unternehmen ab 1732 für sechzehn Jahre in Lissabon vertreten. Nach seiner Rückkehr hatte Voghts Vater ein eigenes, auf Leinen- und Seidenhandel spezialisiertes Handelshaus in Hamburg gegründet und stieg später zum Senator der Hansestadt auf.
Im Alter von zwölf Jahren erkrankte Caspar Voght schwer an den Pocken und war fortan von auffälligen Pockennarben gezeichnet. Anders als sein Freund Georg Heinrich Sieveking, den er als Jugendlicher im Kontor seines Vaters kennenlernte, fühlte er sich zeit seines Lebens mehr zur Literatur, Politik und Wissenschaft hingezogen und konnte dem Beruf eines Kaufmanns nur wenig abgewinnen. Als ihn sein Vater im Alter von zwanzig Jahren zur Ausbildung nach Lissabon schicken wollte, nutzte er geschickt die Ängste seiner Mutter, die bei dem großen Erdbeben von Lissabon im Jahr 1755 zwei ihrer Brüder verloren hatte, und ging 1772 stattdessen auf eine Bildungsreise durch ganz Europa ('Grand Tour'). Sein Weg führte ihn unter anderem über Amsterdam, London, Paris und Cádiz nach Madrid, wo er neue Handelskontakte für das Unternehmen seines Vaters knüpfte. Über Südfrankreich reiste er weiter in die Schweiz, traf dort Johann Caspar Lavater und Albrecht von Haller und machte in Ferney bei Genf die Bekanntschaft Voltaires. Über Turin, Mailand, Parma und Bologna gelangte er nach Rom, wo er Papst Pius VI. vorgestellt wurde. Nach Abstechern nach Pompeji, Neapel und einem kurzen Aufenthalt in Venedig reiste Voght nach Bergamo, wo er für das Geschäft seines Vaters Kontakte zu den dortigen Seidenfabrikanten herstellte. Über Wien, Dresden, Berlin und Potsdam kehrte er 1775 schließlich wieder in seine Heimatstadt Hamburg zurück.

### Liebe zu der verheirateten Kaufmannsgattin Magdalena Pauli
Spätestens 1777 verliebte sich Voght in die Schwester seines engsten Freundes Piter Poel, Magdalena Pauli, geb. Poel (1757–1825). Sie erwiderte die Zuneigung zu dem gebildeten Hanseaten. 1801 ließ sie sich von dem nüchternen Kaufmann Adrian Wilhelm Pauli (1749–1815) scheiden, dessen Ehefrau sie seit dem 14. April 1776 gewesen war. Auch nach dessen Tod heiratete sie ihren leidenschaftlichen Liebhaber Voght nicht; es blieb bei einer freundschaftlichen Verbindung. Voght war als Verehrer Magdalena Paulis ein Nachfolger des hessisch-kasselischen Kammerjunkers Heinrich Julius von Lindau; Charlotte Louise Ernestine, geb. von Barckhaus genannt von Wiesenhütten (1756–1821), nachmals (seit 1784) Edle von Oetinger seit ihrer Verheiratung mit Eberhard Christoph Ritter und Edlem von Oetinger, wiederum war im Winter 1775/1776 als unerreichbare Geliebte Lindaus eine Nachfolgerin der nahezu gleichaltrigen Magdalena Poel kurz vor deren Verheiratung. Sie war eine Schwester des späteren hessen-darmstädtischen Staatsministers Carl Ludwig von Barckhaus genannt von Wiesenhütten und der Kunstmalerin Louise von Panhuys, geb. von Barckhaus genannt von Wiesenhütten. Außerdem war sie ein Vorbild für die literarische Figur „Fräulein von B.“ in Goethes Briefroman Die Leiden des jungen Werthers.

### Handelstätigkeit und Aufbau des Musterguts in Flottbek

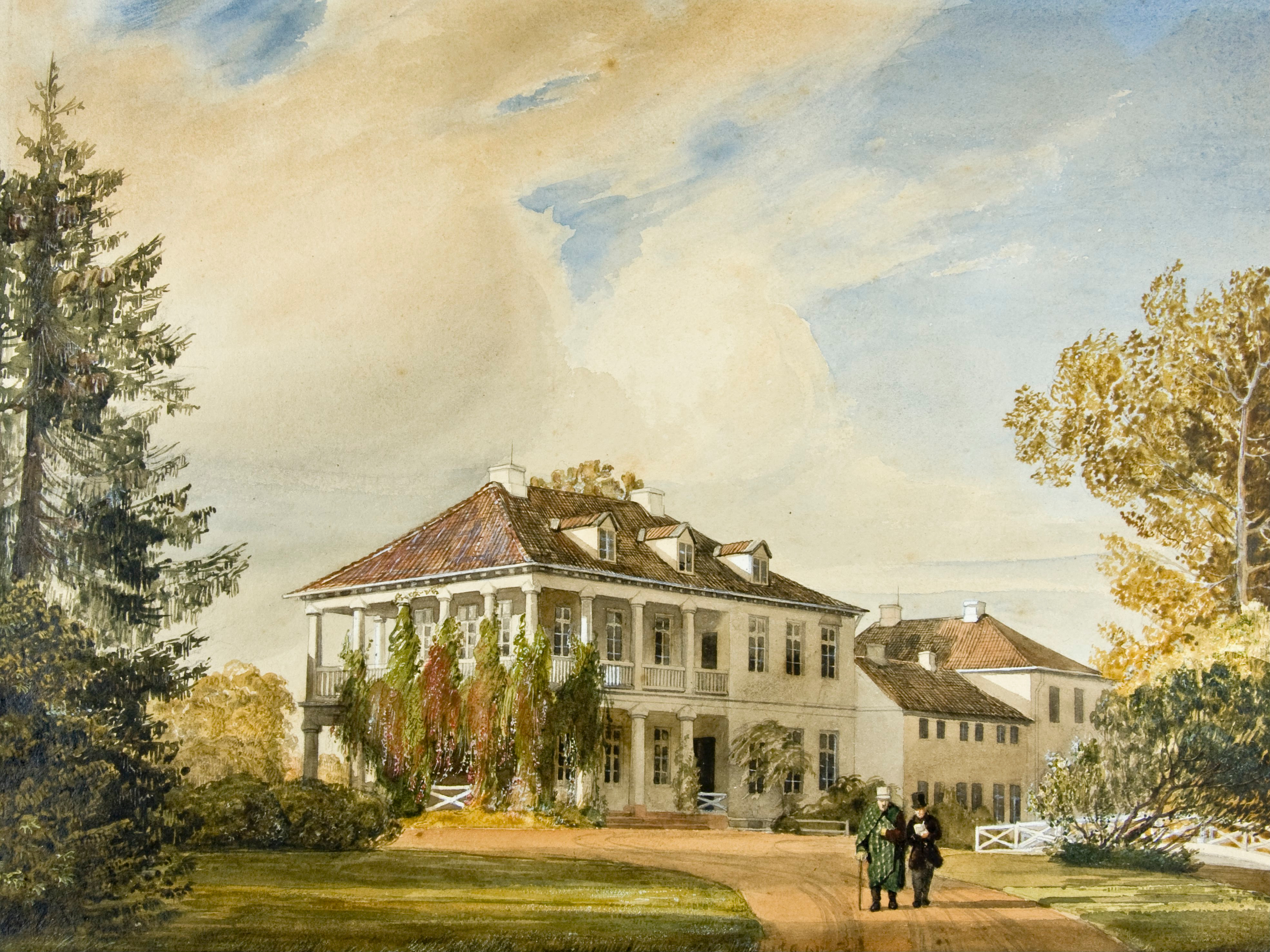
Voght und sein Sekretär vor dem Landhaus in Flottbek, Aquarell von Jacob Gensler aus dem Jahre 1837, Jenisch-Haus, Hamburg

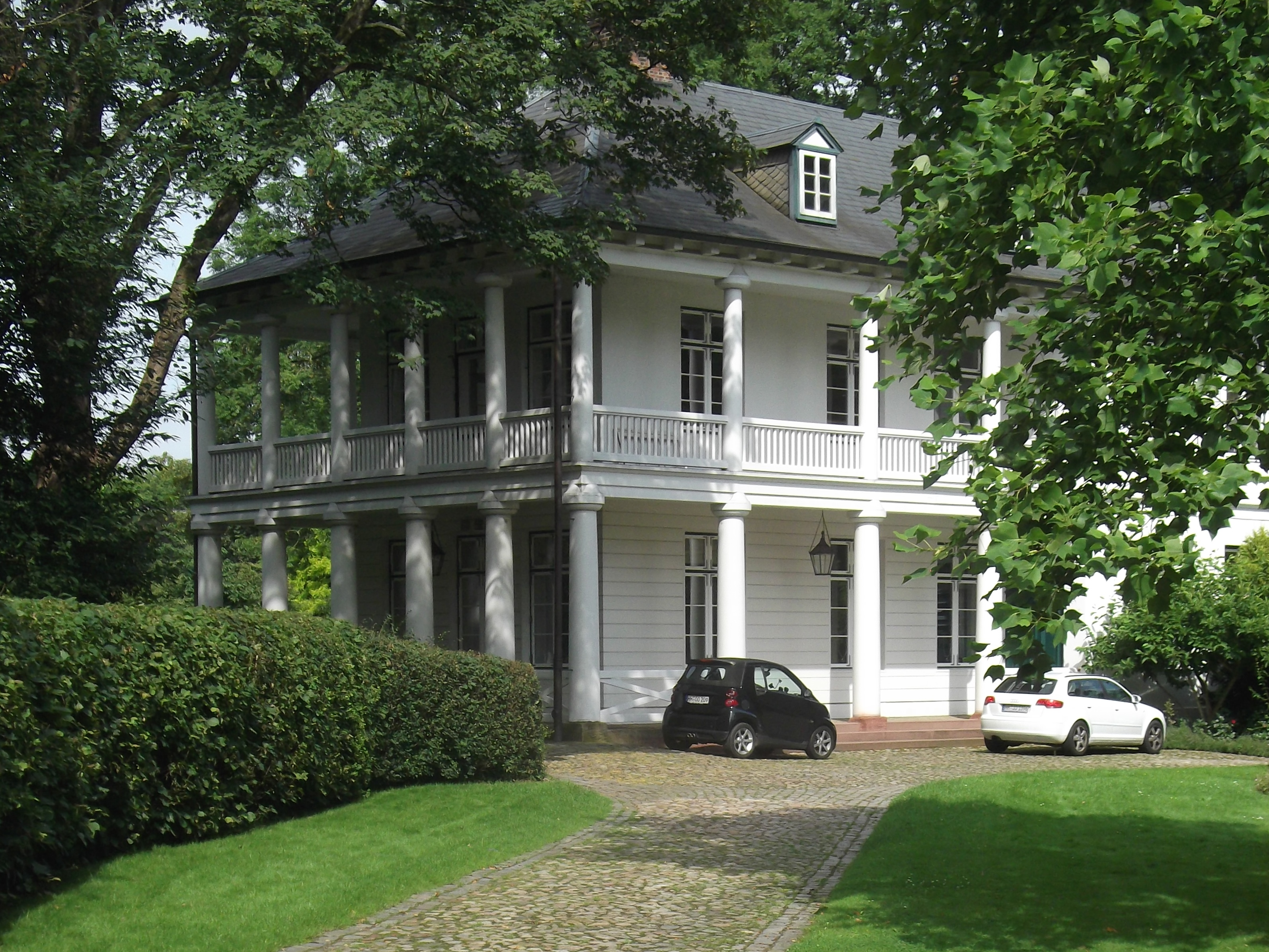
Voghts Landhaus im August 2015

Beim Tode Caspar Voghts des Älteren im Jahre 1781 hieß es in Hamburg: „Sein Handlungshaus ist eines der ansehnlichsten unserer Stadt.“ Voght führte gemeinsam mit Georg Heinrich Sieveking das Geschäft des Vaters unter der Bezeichnung „Caspar Voght & Co.“ weiter, ab 1788 unter der Bezeichnung „Voght & Sieveking“. Gemeinsam nutzten sie die Unabhängigkeit der ehemaligen englischen Kolonien zum Aufbau von festen Geschäftsverbindungen mit Handelshäusern in den Häfen der nordamerikanischen Ostküste. Das auf den 29. März 1783 datierte offizielle Glückwunschschreiben des hamburgischen Senats an den Kongress von Philadelphia überbrachte Johann Abraham de Boor, ein Hamburger Bürger, der im Auftrag des Handelshauses „Caspar Voght & Co.“ nach Übersee gereist war.

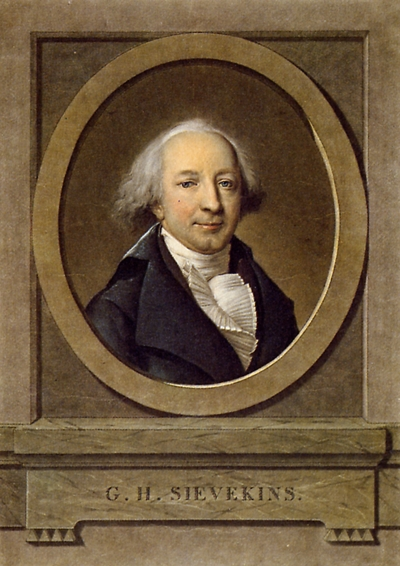
Georg Heinrich Sieveking, Kolorierter Kupferstich von P. M. Alix, Paris

Voghts Interesse galt jedoch mehr der Landwirtschaft als dem Kaufmannsberuf. Schon in seiner Jugend hatte er sich für den von einem französischen Landschaftsgärtner gestalteten Garten seines Vaters in Hamburg-Hamm begeistert. Als ihm in späteren Jahren bewusst wurde, dass sein Hang zur Landschaftsarchitektur und zum Gartenbau mehr als eine Liebhaberei war und ihn das Geschäftsleben immer mehr abzustoßen begann (kurz vor seinem Tode bekannte Voght in einem Brief: „Als der Handel meine Einbildungskraft nicht mehr beschäftigen konnte, ekelte er mich an“), überließ er die Leitung des Handelshauses größtenteils seinem Geschäftspartner Sieveking. Ab 1785 begann Voght mit dem Ankauf von Grundstücken in Klein Flottbek vor den Toren Altonas. Nach einer Reise nach England im Winter 1785/86, wo er sich mit der dortigen Landschaftsarchitektur und den für die damalige Zeit modernen Ackerbaumethoden vertraut gemacht hatte, erwarb er seinen Besitz für die damals beträchtliche Summe von 45 600 Mark, der aus heute noch im Stadtbild erkennbaren vier Teilen bestand: Süderpark (heutiger Jenischpark), Norderpark (heute u. a. Botanischer Garten), Osterpark (heute u. a. Golfplatz) und Westerpark (zunächst Baumschulgelände, heute wieder Park). Voght wurde bei der landschaftlichen Gestaltung seines Besitzes durch das Anwesen The Leasowes des englischen Dichters William Shenstone inspiriert. Er plante eine ausgedehnte Ideallandschaft, mit der er eine Verbindung von ästhetischen und wirtschaftlichen Gesichtspunkten, von sozialer Verantwortung und landwirtschaftlicher Nutzung erreichen wollte. Zusammen mit dem schottischen Landschaftsgärtner James Booth entwarf er ein Mustergut in Form einer sog. ornamented farm, einen Landschaftsgarten mit landwirtschaftlicher Nutzung. Es entstand eine Parklandschaft mit zwanglos eingebetteten landwirtschaftlichen Nutzflächen, Gebäuden, Waldstücken und Baumgruppen. Mit dem Franzosen Joseph Ramée holte er einen weiteren Kunstgärtner von europäischem Rang nach Flottbek. 1787 führte Voght Kartoffeln, die bis dahin hauptsächlich aus den Niederlanden importiert worden waren, als Feldfrucht ein. 1797 unterstützte er seinen Verwalter Lukas Andreas Staudinger bei der Einrichtung eines „Landwirthschaftlichen Erziehungs-Instituts“ in Groß Flottbek, der ersten landwirtschaftlichen Fachschule im deutschsprachigen Raum. Prominentester Schüler dieser Einrichtung war Johann Heinrich von Thünen, der später auch mit Voght vor allem über Fragen der Bodenstatik (=Bodenfruchtbarkeit) korrespondierte.

### Voght als Reformator des Armenwesens

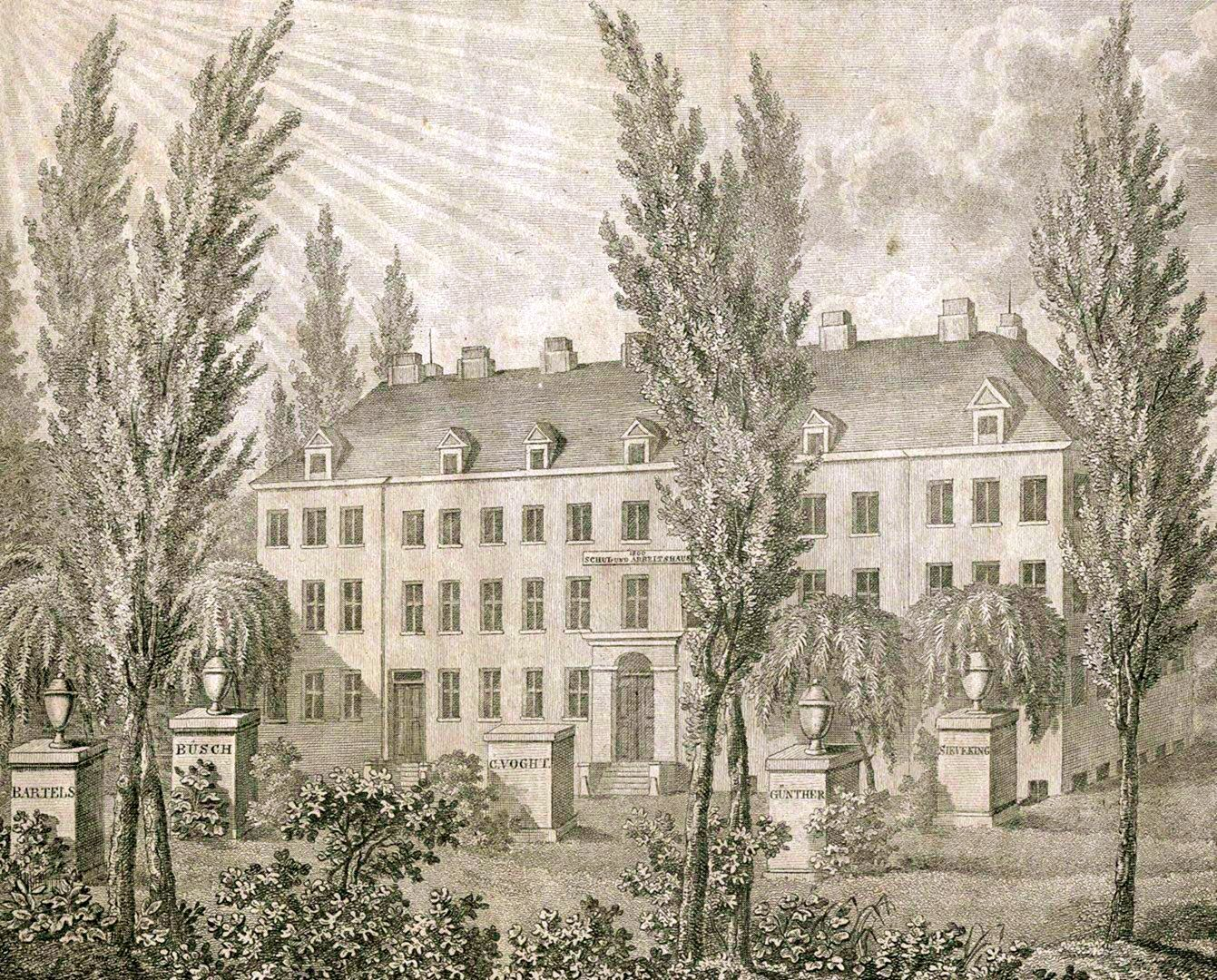
Idealisierte Ansicht des Hamburger Schul- und Arbeitshauses (1800). Im Vordergrund auf Sockeln eingraviert die Namen der Gründer: Bartels, Büsch, Voght, Günther, Sieveking (Stahlstich von L. Wolf, 1805)

Bereits 1770 war Voght mit dem Gefängniswesen in Kontakt gekommen, als er den englischen Gefängnisreformator John Howard im Auftrag und als Stellvertreter seines Vaters durch das Hamburger Zuchthaus geführt hatte. Seither hatte er ein großes Interesse an Fragen des Armen- und Gefängniswesens. Gemeinsam mit dem Leiter der Handelsakademie Johann Georg Büsch und dem Juristen Johann Arnold Günther initiierte Voght im Jahre 1788 die Errichtung einer „Allgemeinen Armenanstalt“ und reformierte damit das Hamburger Armenwesen. Grundlage dieser „Hamburger Armenreform“ war die Einteilung der Stadt in einzelne Pflegebezirke, deren Bewohner von rund 200 ehrenamtlichen Armenpflegern betreut wurden. Die Einrichtung garantierte die medizinische Versorgung der Armen, ihre Unterstützung während der Schwangerschaft und Entbindung sowie Unterricht und Arbeit für die Kinder der Armen. Im Gegensatz zu der bisher unter moralisch-sittlichen Aspekten betriebenen kirchlichen Armenpflege setzte die Reform bei den konkreten wirtschaftlichen Bedürfnissen der Betroffenen an. Die Kosten des Unternehmens wurden aus Kollekten in Kirchen und aus wöchentlich stattfindenden Armensammlungen aufgebracht. In der Folge sank die Zahl der Insassen des Hamburger Zuchthauses drastisch ab.
Voghts Erfolge bei der Bekämpfung der Armut wirkten weit über Hamburg hinaus. 1801 rief ihn Kaiser Franz II. nach Wien, um sich von Voghts Maßnahmen berichten und Vorschläge für eine Reform des Wiener Armenwesens unterbreiten zu lassen. Für seine Verdienste verlieh er Voght den Titel eines Reichsfreiherrn und erhob ihn damit in den Adelsstand. Während eines Aufenthaltes in Berlin im Winter 1802/03 verfasste Voght auf Bitten des preußischen Königs Friedrich Wilhelm III. Gutachten über das Berliner Armenwesen. Im Zuge eines mehrmonatigen Aufenthalts in Paris im Jahre 1807 erstellte Voght im Auftrag des französischen Innenministeriums Gutachten über den Zustand der Pariser Armen-, Waisen- und Entbindungshäuser und Gefängnisse. Darüber hinaus reformierte er das Armenwesen in Marseille und Lyon und schickte seine Reformkonzepte nach Lissabon und Porto. Noch im Alter von 86 Jahren gab er 1838, zum fünfzigjährigen Jubiläum der Hamburger Armenanstalt, eine Schrift mit dem Titel „Gesammeltes aus der Geschichte der Armenanstalt während ihrer 50jährigen Dauer“ heraus.

### Die späten Jahre

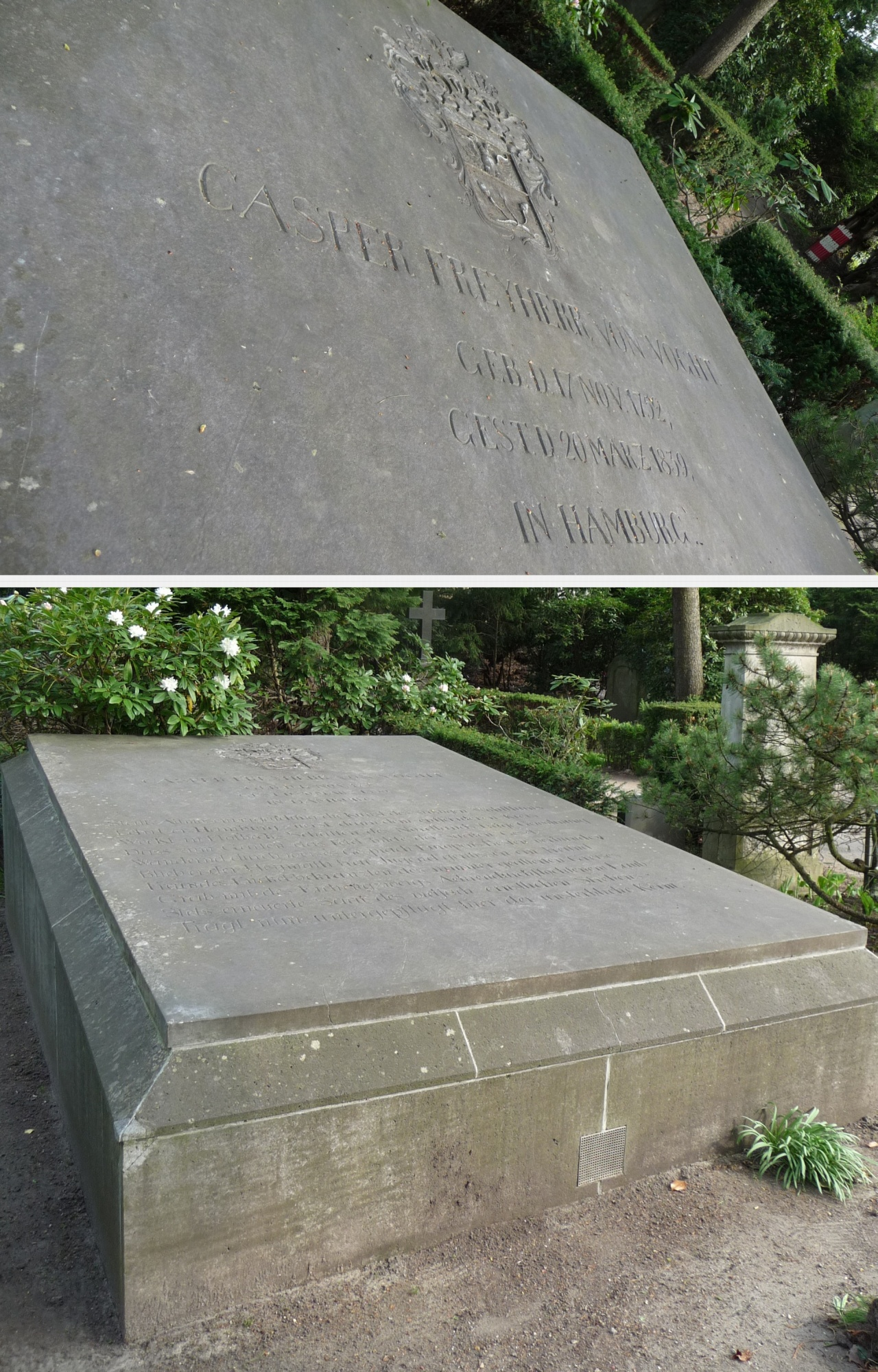
Gruft von Caspar Voght auf dem Nienstedtener Friedhof

Bereits im Jahr 1793 hatte Voght alle Geschäfte mit Ausnahme des Amerikahandels an seinen Partner Sieveking abgetreten. Die Handelskrise, die Hamburg 1799 erschütterte, traf auch sein Unternehmen schwer, so dass er sich in der Folge zur Auflösung des Handelshauses, die sich über mehrere Jahre hinzog, entschließen musste.
Während der Zeit der Kontinentalsperre unternahm er erneut eine mehrjährige Reise durch die Schweiz, Frankreich und Italien. Dabei lernte er in Paris Kaiser Napoleon und dessen erste Frau Josephine kennen. Nach seiner Rückkehr nach Flottbek lebte er hauptsächlich von den Einkünften aus seiner Landwirtschaft. Nach dem Verkauf des Musterguts an den Bankier und Senator Martin Johann Jenisch im Jahre 1828 lebte er in dessen Haus, später wohnte er bei der Witwe seines 1799 verstorbenen Geschäftspartners Georg Heinrich Sieveking. Dessen Sohn Karl Sieveking, der seinen 1829 erworbenen Landsitz Hammerhof in Hamm zu einem Mustergut nach Flottbeker Vorbild umgestalten wollte, beriet Voght hierbei ebenso wie bei der Gründung des Rauhen Hauses.
Am 26. Januar 1795 wurde er zum Mitglied (Fellow) der Royal Society of Edinburgh gewählt. Am 28. Juni 1809 wurde „Caspar Friherre von Voght til Flotbek Etatsraad“ der Dannebrogorden verliehen.
Am 20. März 1839 starb Caspar Voght hochbetagt im Alter von 86 Jahren. Er wurde auf dem Nienstedtener Friedhof in Hamburg beigesetzt. Seine Gruft befindet sich direkt am Friedhofseingang an der Elbchaussee.

## Nachwirkung
Nach Caspar Voght wurden zwei Hamburger Straßen benannt: Die Baron-Voght-Straße in Klein Flottbek und die Caspar-Voght-Straße in Hamm. Ebenfalls in Hamm bestand die frühere Oberrealschule für Mädchen Caspar Voght (OCV), in deren von Fritz Schumacher errichtetem Gebäude sich heute die Ballettschule des Hamburg-Balletts befindet. In Rellingen wurde vor einigen Jahren eine Grund- und Gemeinschaftsschule nach ihm benannt. Im Jenisch-Haus fand von 6. April bis 23. November 2014 die Ausstellung Caspar Voght (1752–1839) – Weltbürger vor den Toren Hamburgs statt.

„Caspar Voght (1752—1839) war, wie Möller in einer biographischen Studie […] ausführt, ein in mancher Hinsicht einzigartiger Mann, der viele Jahre seines Lebens reisend und wandernd verbrachte, wobei es ihm im besonderen auf die innere Ausbildung seiner selbst zu einem immer reineren, immer vollkommeneren Menschentum ankam. Auf dem Wege durch große Teile Europas ist Voght fast überall mit den ersten Männern (und Frauen) seiner Zeit in Berührung gekommen.“

## Bildnisse

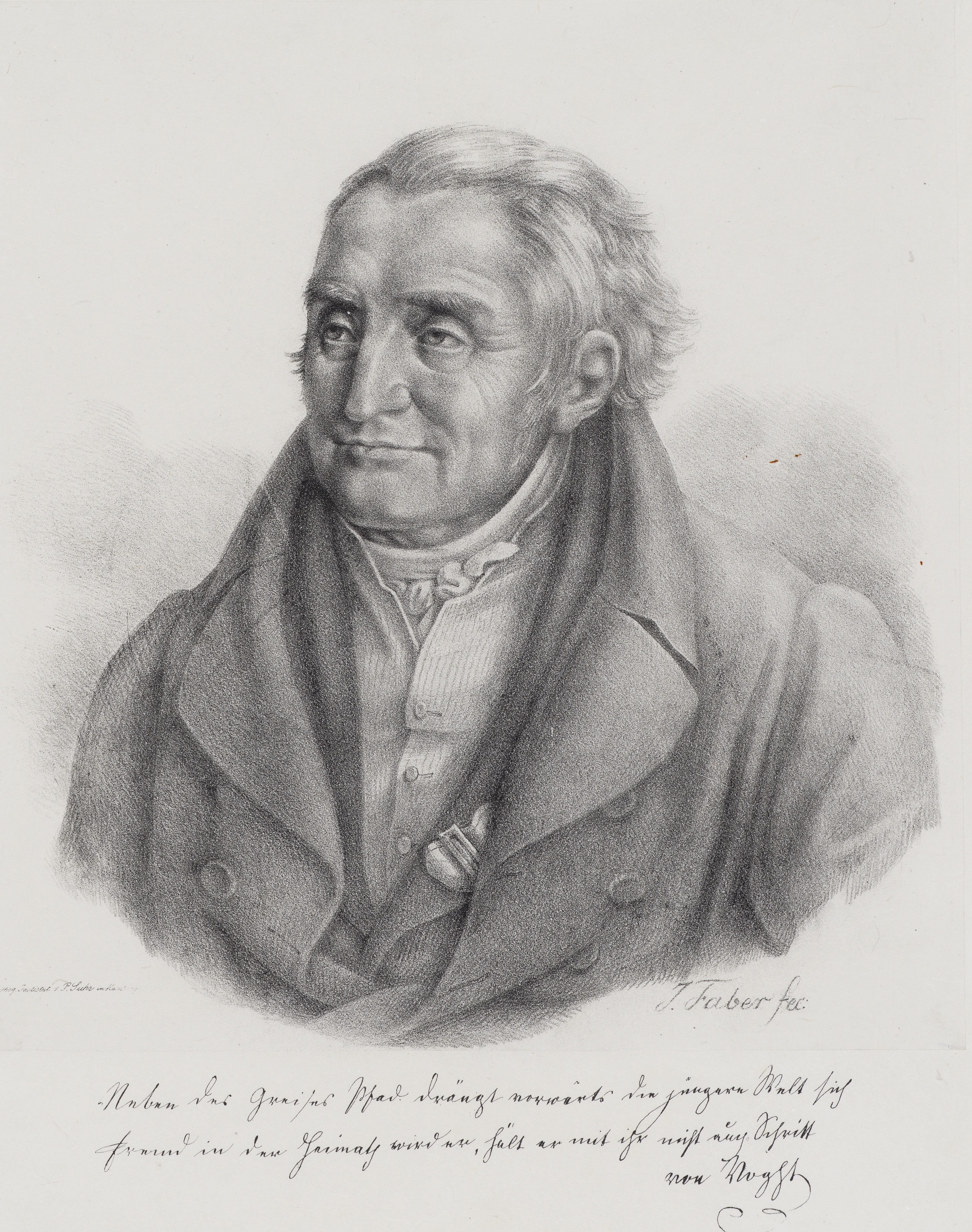
Caspar Voght. Lithographie von Johann Joachim Faber

- Jean-Laurent Mosnier, Öl auf Leinwand, 129 × 99 cm (ungerahmt), 1801, Sammlung Altonaer Museum, (Kniestück. Der Dargestellte, in schwarzem Rock und Kniehosen, mit weißer Halsbinde, sitzt auf einem Stuhl mit geschnitztem Lorbeerblattornament, die linke Hand ruht auf dem Knie, der re. Arm liegt auf dem links neben ihm stehenden Tisch mit roter Decke. Im Hintergrund ein geraffter roter Vorhang und eine Reihe Bücher. Links Ausblick in einen Park).
- Johann Joachim Faber, Lithographie[14], Bez.: „Lithog. Institut v. P. Suhr in Hamburg / J. Faber fec.“, Blatt 40,5 × 30,3 cm, (online, Portraitsammlung der Staats- und Universitätsbibliothek Hamburg).
- Johann Michael Speckter, Lithographie nach Friedrich Carl Gröger, 1820, (online, Portraitsammlung der Staats- und Universitätsbibliothek Hamburg).